# مورغان بولانسكي
مورغان بولانسكي أو مرجان بولنسكي (بالفرنسية: Morgane Polański) من مواليد 20 جانفي 1993 ممثلة فرنسية.
هي ابنة رومان بولانسكي و إيمانويل سينيه .

## روابط خارجية
- مورغان بولانسكي على موقع IMDb (الإنجليزية)